# Омэль
О́мэль (Омоль, Куль, Йомаль, Йомал; коми Омöль; коми-перм. Куль) — один из двух высших богов-демиургов в коми мифологии (коми-зырян, коми-пермяков и коми-язьвинцев).

## Космогонический миф
Омэль — персонаж дуалистического космогонического мифа. Омэль выступает как брат и товарищ и антагонист бога Ена. Вместе с Еном Омэль достаёт со дна первичного океана яйца жизнезарождения, которые уронила туда их мать-утка, и с помощью одного из них создаёт луну. Или же именно Омэль в облике гагары ныряет по просьбе Ена на морское дно и достаёт песчинки, из которых и создаётся земля.
Миф имеет древнейшие общефинно-угорские корни и обладает схожими мотивами с эстонской, карело-финской и марийской мифологиями. Омэль под именем "Йомали" упоминается в скандинавских сагах в качестве божества таинственной Биармии.
Если Ен выступает как небесный бог-творец, то Омэль - его вечный антагонист. Имя его в переводе означает "плохой", "гадкий". В некоторых мифах он отождествляется с Кулем.

## Антропологический миф
Омэль принимает участие в сотворении человека.
Ен лепит его в роговой оболочке. Однако Омэль в результате хитрости оплевал человека и покрыл его нечистотами. Тогда Ен вывернул человека наизнанку, спрятав нечистоты внутри. Считается, что человек отдает долг Омэлю, сходив в туалет.
Также считалось, что женские половые органы произошли от плевка Омэля, а также из его крови произошли женщина и животные. В более поздних сказаниях просматривается влияние христианства: утверждается, что Ен сотворил мужчину Адама, а Омэль - женщину Еву.
Другой вариант мифа гласит, что Омэль уговорил женщину приоткрыть двери неба и, ворвавшись в дом Ена, сбросил её и его детей — Войпеля и Йому- на землю (от них произошли люди).

## Солярный миф
Однажды Омэль решил достать Солнце — Шонди и полез на дерево. Он надел рукавицу и оторвал половину светила. Однако Омэль зацепился за сук и выронил кусок Солнца, после чего оно воссоединилось со второй половиной. При этом он оставил на Солнце солнечные пятна — следы пальцев. Потом Омэль упал на землю с обломившемся суком который превратился в его хвост.